# Tropidophis taczanowskyi
Tropidophis taczanowskyi är en kräldjursart som beskrevs av den österrikiske zoologen Franz Steindachner 1880. Tropidophis taczanowskyi är en orm som ingår i släktet Tropidophis, och familjen Tropidophiidae. Inga underarter finns listade i Catalogue of Life.

## Utbredning
T. taczanowskyi är en art som är förekommer endemiskt i Peru och Ecuador.